# رودني كوين
رودني كوين (بالإنجليزية: Rodney Quinn)‏ هو فارس أسترالي، ولد في 25 يونيو 1960.